# 聖詹姆斯 (路易斯安那州)
聖詹姆斯（英語：St. James）是位於美國路易斯安那州聖詹姆斯堂區的一個普查規定居民點。

## 人口
根據2020年美國人口普查的數據，聖詹姆斯的面積為25.61平方千米，當中陸地面積為21.73平方千米，而水域面積為3.88平方千米。當地共有人口592人，而人口密度為每平方千米23.12人。